# Queixigar
Queixigar és un poble i cap del municipi de Monesma i Queixigar. És aturonat, a la divisòria d'aigües del barranc de Fornó i el riu de Queixigar. L'església parroquial és dedicada a santa Maria. Formà municipi independent fins al 1970 en què es fusionà en part amb el de Monesma de Ribagorça. La part exclosa és la septentrional, l'antic terme de Sant Esteve del Mall.